# Bengalia concava
Bengalia concava este o specie de muște din genul Bengalia, familia Calliphoridae, descrisă de Malloch în anul 1927. Conform Catalogue of Life specia Bengalia concava nu are subspecii cunoscute.